# نکوجار
نکوجار، روستایی از توابع بخش مرکزی شهرستان اشتهارد در استان البرز ایران است.

## جمعیت
این روستا در دهستان صحت‌آباد قرار دارد و براساس سرشماری مرکز آمار ایران در سال ۱۳۸۵، جمعیت آن ۲۶۱ نفر (۶۴خانوار) بوده‌است.